# Aleksi Šedo
Aleksi Šedo (* 18. června 1961 Helsinky, Finsko) je český lékař, biochemik a patobiochemik, v letech 2012 až 2020 děkan 1. lékařské fakulty Univerzity Karlovy v Praze, od září 2020 do ledna 2021 náměstek ministra zdravotnictví ČR. Působí jako přednosta Ústavu biochemie a experimentální onkologie 1. LF UK v Praze.

## Osobní život
Odmaturoval na Akademickém gymnáziu Štěpánská. Promoval na Fakultě všeobecného lékařství UK v Praze v roce 1986. Čtyři roky nato získal titul kandidáta věd v oboru lékařská biochemie, v roce 1995 atestoval v oboru vnitřního lékařství. V roce 2002 byl jmenován profesorem v oboru biochemie a patobiochemie. V letech 1992–1993 hostoval jako profesor v CNR Pise, Itálie. Potom působil v letech 1994 až 1995 jako vědecký pracovník Institutu Curie INSERM v Paříži, Francie. Od roku 1997 do roku 2002 vedl společné pracoviště Fyziologického ústavu Akademie věd ČR a 1. lékařské fakulty – Laboratoř biologie nádorové buňky. Působil jako Senior Scientist v Corporate R&D Procter & Gamble v Praze (od 1996 do 1999) a ve Frankfurtu (od 1999 do 2001). V roce 2007 se stal přednostou Ústavu biochemie a experimentální onkologie 1. lékařské fakulty UK v Praze.
V letech 2005 až 2012 působil jako proděkan 1. lékařské fakulty Univerzity Karlovy v Praze pro grantovou problematiku a rozvoj. V letech 2012 až 2020 byl děkanem téže fakulty. Od roku 2017 do roku 2020 byl zakládajícím předsedou Asociace děkanů lékařských fakult ČR. Od roku 2015 je členem České lékařské akademie.
V červenci 2020 jej ministr zdravotnictví ČR Adam Vojtěch jmenoval svým náměstkem pro zdravotní péči, a to s účinností od 1. září 2020. Ve funkci tak nahradil Romana Prymulu. Dne 26. ledna 2021 na základě dohody s ministrem zdravotnictví ČR Janem Blatným ve funkci skončil, podle ministra byla důvodem neshoda v představách o fungování sekce zdravotní péče. Šedův odchod byl oznámen den po rezignaci koordinátora očkování proti covidu-19 Zdeňka Blahuty.
Aleksi Šedo je ženatý, manželka Liliana Raquel je lékařka-revmatoložka, pochází z Uruguaye. Mají dceru Kláru.